# The Mad Man
The Mad Man est un roman de Samuel R. Delany, publié pour la première fois en 1994 par Richard Kasak. Samuel Delany le décrit comme un « fantasme pornotopique » dans un avertissement qui apparaît au début du livre. Il est republié et légèrement révisé en 1996, puis réédité à nouveau avec des modifications significatives en 2002 et à nouveau dans une version e-book avec d'autres corrections en 2015. Delany considère la version 2015 comme l'édition définitive.
Samuel R. Delany écrit The Mad Man sur la thématique du Sida qui a constitué le facteur de mortalité le plus important dans son entourage. Il avait déjà abordé le thème du Sida une première fois dans le neuvième conte de la série Nevèrÿon intitulé The Tale of Plagues and Carnivals et publié en 1984. Ce conte est le premier traitement romanesque et littéraire de l'épidémie de Sida à paraitre.
Il est frappé par le fait qu'au nom du « safe sexe » les seules options considérées soient d'empêcher à tout prix le contact sexuel direct entre les corps par des gants, du caoutchouc, des digues dentaires et préservatifs. Il pointe le manque de recherches académiques sur les modalités de transmission du VIH selon les pratiques sexuelles, notamment celle qui concernent le sexe oral, qui est selon lui moins risquée, chose qui n'est jamais évoquée. Il rejette donc le binarisme rigide entre pratiques dites « sûres » et « risquées », et s'engage dans une écriture dissidente de l'obscénité indicible écriture à la même époque ou la célèbre formule d'Act Up « silence = mort » est utilisée. Delany remet ainsi en question la réticence à traiter des pratiques sexuel comme un objet littéraire digne en soi, et critique les faibles données épidémiologiques sur les pratiques sexuelles sur lesquelles reposent la prévention  du Sida.

## Résumé
À New York, au début des années 1980, John Marr, un étudiant homosexuel noir diplômé en philosophie, prépare une thèse sur Timothy Hasler, un philosophe et universitaire américano-coréen poignardé à mort dans des circonstances inexpliquées à la sortie d'un bar gay en 1973. Au fur et à mesure que les détails émergent, Marr découvre que son style de vie converge avec celui de Hasler, et en même temps il devient de plus en plus impliqué dans des rencontres sexuelles intenses avec des hommes sans-abri, malgré sa prise de conscience des risques du VIH. Pour élucider le mystère de la mort de Hasler, Marr s'associe à un sans-abri de Virginie-Occidentale, surnommé « Leaky ». Des scènes basées sur des lettres que Delany a réellement écrites (voir : 1984 : Selected Letters) se déroulent dans un bar gay de New York, bien que l'incident de base soit fictif.

## Principaux thèmes
The Mad Man  est un roman publié en 1994 qui compte 501 pages dans sa première édition reliée. Il s'agit du roman le plus long et le plus ambitieux de Delany depuis Dhalgren en 1975. Le roman présente plusieurs axes thématiques principaux : représentation du monde de la recherche universitaire, vie dans les rues de New York et culture et pratiques sexuelles gaies avant et après le VIH, représentations explicites de fellation, de coprophilie, d'urophilie et de mysophilie. Il contient également des éléments de réalisme magique, comme un monstre géant ressemblant à un taureau qui apparaît dans les cauchemars de Marr. Il incorpore des éléments autobiographiques de la vie de Delany inspirés par la carrière d'universitaire qu'il a entreprise après la publication de Dhalgren.
La relation entre Marr, un intellectuel universitaire et un vagabond, Leaky Sowps, reflète celle de plusieurs de ses romans précédents, ainsi que son partenariat réel de 17 ans (à partir de 2007) avec Dennis Rickett, sans-abri depuis six ans quand ils se rencontrent. Les scènes de The Mad Man se déroulent pendant une « nuit humide » au Mineshaft (en), un bar gay qui existait réellement dans le Meatpacking District à New York dans les années 1970 et 80 et qui organisait en effet un tel événement mensuel. D'autres scènes du livre détaillent des visites dans les cinémas pornographiques du quartier de la 42e rue, où se rencontraient de nombreux hommes homosexuels depuis les années soixante jusqu'à leur fermeture au milieu des années quatre-vingt-dix. Marr écrit des lettres à des amis contenant des passages qui sont des transcriptions textuelles de lettres réellement écrites par Delany ; certains des originaux sont rassemblés dans son 1984 : Selected Letters (Voyant, 2000). Le roman a une grande valeur de documentation de l'histoire des pratiques homosexuelles entre les années soixante-dix et quatre-vingt-dix à New York, ainsi que comme documentation des pratiques des hommes gays sexuellement actifs avant et après le début du SIDA.
Les trois éditions se terminent par l'article « Risk Factors for Seroconversion to Human Immunodeficiency Virus Among Male Homosexuals », de Kingsley, Kaslo et Renaldo et all, publié dans le Lancet du samedi 14 février 1987, qui soutient statistiquement la théorie selon laquelle le SIDA ne peut pas être transmis oralement. Cela conforte à la fois l’intrigue du livre et la raison pour laquelle Delany lui-même est resté séronégatif durant toutes ces années.

## Sources d'inspiration
Delany a déclaré que l'inspiration pour le roman lui est venue de sa colère à la lecture d'un article sur le sida d'Harold Brodkey paru dans le New Yorker le 21 juin 1993. La série d'articles de Brodkey sur le Sida a été réimprimée sous forme de livre, This Wild Darkness: The Story of My Death (en) . L'article commençait ainsi : 
« J'ai le SIDA. Je suis surpris de l'avoir. Je n'ai pas été exposé depuis les années 1970, ce qui veut dire que mes expériences, mes aventures avec l'homosexualité se sont déroulées en grande partie dans les années 60, et à l'époque, je comptais sur le temps et l'abstinence pour révéler mon degré d'absence d'infection et pour protéger les autres et moi-même. ».
Après l'introduction intitulée « Proem », le roman de Samuel Delany s'ouvre sur des affirmations identiques, mais dans une forme négative : « Je n'ai pas le SIDA. Je suis surpris de ne pas l'avoir... ».
Comme l'écrit le critique Reed Woodhouse :  « Ce que l'on entend dans la phrase de Delany est le son d'un gant jeté à terre, car il veut inverser complètement l'histoire racontée par Brodkey, c'est-à-dire l'histoire d'une « victime innocente » qui a peut-être joué un peu avec le feu mais il y a  très longtemps et qui n'a certainement pas fait ces choses.
John Marr, en revanche, est présenté comme un « vainqueur coupable », dans le sens où il a fait toutes ces choses (sauf les rapports anaux non protégés) et a pourtant il a survécu.
Le personnage de Timothy Hasler est basé en partie sur le philosophe Richard Montague, mort assassiné. Contrairement à Montague, qui a été étranglé, Timothy Hasler  meurt dans une bagarre au couteau dans un bar à 29 ans. Montague a lui été assassiné chez lui à l'âge de 40 ans à Los Angeles, presque certainement par un de ses partenaires sexuels qu'il avait ramenés d'un bar.
La créature chimérique présente dans les cauchemars de Marr fait une première apparition dans l'œuvre de Delany. Elle apparaît sur la couverture de Phallos et sur une statue inspirée de Through the Valley of the Nest of Spiders.
Marr, le protagoniste principal du roman, collabore pour son enquête avec un écrivain de science-fiction « bien connu » nommé Aranlyde, qui est décrit comme ayant « un cachet particulier parmi les lecteurs de SF plus intellectuels ». Le personnage de Muels Aranlyde apparaît aussi dans Empire Star de Delany ; il s'agit d'une anagramme de « Samuel R. Delany ».
Delany évoque le contexte dans lequel il a écrit le roman dans « The Phil Leggiere Interview: Reading The Mad Man »  qui apparaît dans son recueil d'essais Shorter Views.